# Frank Farian
Frank Farian, nato Franz Reuther (Kirn, 18 luglio 1941 – Miami, 23 gennaio 2024), è stato un cantautore e produttore discografico tedesco, conosciuto soprattutto come creatore del gruppo disco-pop degli anni settanta Boney M. e del gruppo degli anni ottanta Milli Vanilli. Tra i produttori di maggior successo della storia del pop, Farian produsse circa 800 registrazioni delle quali sarebbero state vendute complessivamente circa 850 milioni di copie.

## Biografia

### Gioventù e primi anni di carriera
Franz Reuther nacque a Kirn nel 1941. Sua madre Cilli era un'insegnante; il padre, un soldato di nome Christian Wolfgang Barth, morì lo stesso anno a Smolensk, in Russia. Franz Reuther ebbe le sue prime esperienze musicali da bambino cantando nel coro della chiesa; all'età di dodici anni imparò a suonare la chitarra. In gioventù cambiò nome più volte: da Franz divenne Frankie e infine Frank. Nel 1961 formò gli Shadows (il cui nome è un tributo al gruppo inglese). Nel 1964, Farian e i suoi Die Schatten furono uno dei soli tre gruppi tedeschi a partecipare al festival internazionale di rock dello Star-Club di Amburgo. Dopo lo scioglimento di questi, Farian avviò la carriera solista. Escludendo poche eccezioni (ad esempio il singolo Rocky del 1976, giunto al primo posto della classifica tedesca), nessuno dei suoi dischi ebbe significativi riscontri di vendite.

### Successo
Ebbe il suo primo successo, usando la nuova sigla Boney M. e nelle vesti di cantante, con Baby Do You Wanna Bump (1975), versione disco di Al Capone di Prince Buster. Poco più tardi fece entrare in pianta stabile nella formazione tre cantanti e un ballerino, tutti di origini caraibiche. Il gruppo così composto salì alla ribalta nel 1976 con il singolo Daddy Cool, entrato ai primi posti delle classifiche di tutto il mondo. Tra il 1975 e il 1988, i Boney M. pubblicarono decine di dischi che raggiunsero la prima posizione delle classifiche in tutto il mondo, tra cui diversi brani del 1978 quali Rivers of Babylon, Rasputin e Mary's Boy Child. Durante la seconda metà degli anni settanta divenne produttore degli Eruption che, dopo aver fatto da "spalla" ai Boney M. durante la loro prima tournée, pubblicarono diversi successi tra il 1977 e il 1979.
Divenuto un produttore molto richiesto, Farian collaborò con Stevie Wonder nella sua I Just Called to Say I Love You del 1982.
Nel 1985 Farian formò anche i Far Corporation, diventati famosi nel 1985 per una cover di Stairway to Heaven dei Led Zeppelin.
Alla fine del decennio inaugurò i Milli Vanilli, originariamente composti da Fab Morvan e Rob Pilatus e a cui sono attribuiti grandi successi (Girl You Know It's True, 1988; Baby Don't Forget My Number, 1989; Girl I'm Gonna Miss You, 1989). Nel 1994 formò il gruppo Eurodance La Bouche.
Nonostante avesse grande successo nelle vesti di produttore, Farian si guadagnò una reputazione controversa. Venne accusato di aver inserito dei finti cantanti nei suoi Boney M. e, nel 1990, quando ammise che i Milli Vanilli erano in realtà due figuranti, questi furono costretti a restituire il Grammy come miglior artista vinto recentemente. Un anno dopo, il produttore tedesco riformò il gruppo e lo rinominò The Real Milli Vanilli, composto da coloro che avevano dato le loro voci nei dischi dei primi Milli Vanilli. Da un punto di vista artistico, la musica dei suoi gruppi, un pop di stampo caucasico dal gusto tropicale, fu giudicata non credibile se non come mezzo esclusivamente finalizzato al ballo. Fu anche preso di mira dalla stampa afroamericana, che lo imputò di aver copiato la disco di matrice africana statunitense e averla sporcata con sintetizzatori "chiassosi" e "nervosi" (una critica rivolta, più in generale, alla disco music europea).

### Ultimi anni di vita e morte
Farian nel 2022 dovette sottoporsi a un'operazione di sostituzione di una valvola cardiaca con una di maiale. Morì il 23 gennaio 2024 all'età di 82 anni, nel proprio letto a Miami.

## Discografia

### Da solista

#### Album in studio
- 1971 – So ein Tag
- 1973 – So muß Liebe sein
- 1976 – Rocky

## Produzioni (elenco parziale)
Boney M.
- Take the Heat Off Me
- Love for Sale
- Nightflight to Venus
- Oceans of Fantasy
- The Magic of Boney M. – 20 Golden Hits
- Gold – 20 Super Hits

Milli Vanilli
- All or Nothing
- Girl You Know It's True

La Bouche
- Sweet Dreams

No Mercy
- No Mercy